# Obsesia (film din 1995)
Obsesia (în engleză Heat) este un film American de acțiune/thriller din 1995 scris și regizat de Michael Mann. Din distribuție fac parte Al Pacino, Robert De Niro și Val Kilmer. Filmul a fost lansat pe 15 decembrie 1995.
De Niro joacă rolul lui Neil McCauley, un spărgător profesionist calm și introvertit în timp ce Pacino este Lt. Vincent Hana, detectiv veteran al LAPD, al cărui temperament exploziv și obsesie față munca sa îl fac să-și neglijeze familia. Conflictul filmului este bazat pe experiențele fostului polițist din Chicago, Chuck Adams în încercarea acestuia de a prinde un criminal pe nume McCaulay în anii '60, de unde și numele personajului lui De Niro.
Filmul este practic un remake al producției L. A. Takedown din 1989, de asemenea scris și regizat de Michael Mann. Obsesia a fost un succes critic și comercial, având încasări de peste 187 milioane $ în toată lumea.

## Prezentare
Obsesia este un film polițist de acțiune care se petrece în Los Angeles-ul de la mijlocul anilor 1990 și care are în prim plan confruntarea dintre doi bărbați, amândoi cu caractere puternice, dar care luptă de părți diferite ale baricadei.
Neil McCauley (Robert de Niro) este un ucigaș profesionist care a petrecut mulți ani în închisoare și care nu vrea să se mai întoarcă în spatele gratiilor. Împreună cu cei trei parteneri ai lui, Christ Shiherlis (Val Kilmer), Michael Cheritto (Tom Sizemore) și Nate (Jon Voight), McCauley a reușit să ducă la bun sfârșit un mare număr de jafuri în Los Angeles și în împrejurimi.
Vincent Hanna (Al Pacino) e un detectiv de la secția Jafuri-Omucideri din LAPD, a cărui unică preocupare e să-l prindă pe McCauley. Hanna își consumă întreaga energie pentru a găsi firele care să-l ducă la McCauley, imposibil de identificat după loviturile sale, deci aproape imposibil de prins. Hanna își adulmecă prada în cele mai nesemnificative urme pe care le găsește la locul crimei.
Vârfurile generației '70, Al Pacino și Robert De Niro se întâlnesc față în față pentru prima oară în același cadru. Din tabere diferite, unul polițist, celălalt infractor, cei doi, în ciuda prieteniei, trebuie să se înfrunte. Iar discuția calmă la o masă dintr-un fast food, despre finalul logic, este antologică, demnă de Nașul.

## Primire
"Un superpolițist împotriva unui superinfractor! Film-total, de psihologii polifonice, de vieți paralele urmărite simultan. Până și interpreții rolurilor episodice, vreo 70, au ce juca! Conceput, însă, ca o saga tragică și violentă, Obsesia devine lung și obositor... Miezul spectacolului e confruntarea Pacino-De Niro care se mai întâlniseră doar în Nașul..." - Tudor Caranfil - 2003 (Dicționar universal de filme).

## Distribuție
- Al Pacino..... Lt. Vincent Hanna
- Robert De Niro..... Neil McCauley
- Val Kilmer..... Chris Shiherlis
- Jon Voight..... Nate
- Tom Sizemore..... Michael Cheritto
- Diane Venora..... Justine Hanna
- Amy Brenneman..... Eady
- Ashley Judd..... Charlene Shiherlis
- Mykelti Williamson..... Sgt. Drucker
- Wes Studi..... Det. Casals
- Ted Levine..... Det. Bosko
- Dennis Haysbert..... Donald Breedan
- William Fichtner..... Roger Van Zant
- Natalie Portman..... Lauren Gustafson
- Tom Noonan..... Kelso
- Kevin Gage..... Waingro
- Hank Azaria..... Alan Marciano
- Danny Trejo..... Trejo
- Henry Rollins..... Hugh Benny
- Tone Lōc..... Richard Torena
- Jeremy Piven..... Dr. Bob
- Xander Berkeley..... Ralph